# 抗環状シトルリン化ペプチド抗体
抗環状シトルリン化ペプチド抗体（こうかんじょうシトルリンかペプチドこうたい、英: Anti-cyclic citrullinated peptide antibody; anti-CCP, ACPA）とは、シトルリン化フィラグリンユニットにシスチン残基を導入して、ヨウ素酸化で人工的に環状化した分子である、環状シトルリン化ペプチド(CCP:cyclic citrullinated peptide)を抗原とした自己抗体測定法のこと。関節リウマチの診断の一助として用いられる血液検査のひとつ。略して抗CCP抗体と呼ばれることが多い。

## 適応
日本での健康保険では、関節リウマチと確定診断できない者に対して、診断の補助として検査を行った場合に、原則として1回を限度として算定できる。

## 特徴
感度は59%～79%、特異度は80%～84%との報告があり、共にリウマチ因子 (RF), IgM-RF, IgG-RF, 抗ガラクトース欠損IgGなどよりもすぐれている。
米国リウマチ学会年次学術集会（ACR2009）で発表された新RA診断基準としてリウマチ因子(RF)と同様に用いられることとなった。